# الشنان (الرضمة)

تعديل مصدري - تعديل

الشنان محلة تابعة لقرية القفلة، التابعة لعزلة كحلان بمديرية الرضمة إحدى مديريات محافظة إب في الجمهورية اليمنية.، بلغ تعداد سكانها 52 حسب تعداد اليمن لعام 2004.